# Prospero (astronomia)
Prospero è uno dei satelliti naturali più esterni di Urano; la sua scoperta risale al 1999, ad opera di un team composto da Matthew Holman, John Kavelaars, Brett Gladman, Jean-Marc Petit e Hans Scholl.
Al satellite fu inizialmente attribuita la designazione provvisoria S/1999 U 3; successivamente l'Unione Astronomica Internazionale lo battezzò come Prospero, il protagonista de La tempesta di William Shakespeare.
Si tratta di un piccolo satellite irregolare, dal diametro medio di circa 50 km, con ogni probabilità privo di qualsiasi attività geologica.
Come numerosi altri satelliti esterni di Urano, Prospero ruota attorno al pianeta madre in direzione retrograda.